# ケータイ刑事 銭形シリーズの登場人物
この項目では、2002年よりBS-iで放送されていたテレビドラマシリーズ「ケータイ刑事 銭形シリーズ」に登場するキャラクターについて詳細に説明する。

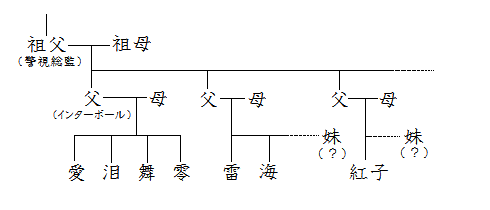
銭形家の家系図

## 銭形四姉妹

### 銭形 愛
- 読み：ぜにがた あい
- 役者：宮﨑あおい
- 長女
- 生年月日：不明（放送時は17歳の設定。公式HPでは「昭和59年11月4日生、さそり座」と表記されているが、ドラマが進むにつれて定かではなくなった。また、ドラマのオープニング映像では昭和60年6月4日生になっている）
- 血液型：AB
- IQ：180
- 称号：カラオケクイーン（ただし、妹たちと違い腕前を披露したことはなく、本人と泪が言ったのみ）
- 階級：警視正
- 趣味：ミステリー小説を読むこと
- 特技：マウンテンバイク、料理
- モットー：ケータイがあれば、けん銃はいらない
- 携帯電話：P2101V（FOMA・松下通信工業製）/N2002（FOMA・NEC製）
- PDA：シグマリオンII（NEC製）/musea（ミュゼア）（NTTドコモ製）
- 携帯ストラップ：「銭・形・愛・@」の文字が描かれた銭、ハート4つ、鈴
- マウンテンバイク：DURANGO SX 白/赤色 2002（JAMIS製）
- 逮捕方法：伸ばした携帯ストラップを相手の腕、脚、髪に巻きつける。その後、ストラップを引っ張って相手を転倒させることも多い。銭を投げることもある（対象物に突き刺さることも多い。）。なお、妹たちはストラップで拘束しても転倒させるなどした後、拘束を解いてしまうが、愛は基本的に拘束したままである。
- 口癖・決め台詞：「匂う、悪の香り」「愛の光で闇を撃つ。あんたが悪事を隠しても、尻尾とあんよが見えてるよ。その名も人呼んで、ケータイ刑事銭形愛。そこら辺のギャルと一緒にするとやけどするよ!（第1話のみ「人呼んで」の部分を省略。また、決め台詞は妹たちと違い、叫ばずに静かに語りエコーがかかる）」
- 妹たちには「お姉ちゃま」「愛お姉ちゃま」と呼ばれる。
- ドミノピザの宅配のアルバイトをしていた（ただし、その描写は第1話のみ。しかもバイト中にもかかわらず学校の制服を着ていた）。
- 一日3人のペースで告白され、さらにその全てをフッている。その割にクリスマスの時に「今年も一人ぼっちか…」と嘆いていた。
- 最終話で神無島署の署長になった後、スコットランドヤード（ロンドン警視庁）へ留学。その後は、アメリカのNASAで宇宙警察機構設立に向けて働いているらしい。
- 基本的に五代に対して丁寧語を使うが、タメ語で話すことも多い。
- 物事の飲み込みがかなり早いようで、第7話の最後で初めて触った玉すだれで東京タワーを作ったり、第24話の最後ではその日に初めて体験した麻雀（最初はルールも知らなかった）で経験者の五代や柴田を完膚なきまでに打ち負かしていた。
- 妹たちとは違い、犯人の前で「あなたが犯人」と断言してから捜査することが多い。
- 犯人の逮捕を夜中にする場合が多い。
- たまにオヤジギャグを言う時がある。
- 銭を投げる時の命中率はピカイチ。
- 制服の上着やコートのポケットに両手を入れていることが多い。
- 乱暴な取調べが好きではなく、乱暴な取調べをする五代を注意したことがある。
- 妹たちとは違い、頻繁に警視総監（お祖父ちゃま）とメール（または電話）のやりとりをしている。
- 若かりしころの警視総監の写真を持ち歩いている。
- 好きな物を好きなだけ食べることを健康法としている。
- 殺人現場にガムを噛みながら現れ、五代に「不謹慎だ」と叱られたことがある。
- 五代に捜査状況の説明をさせるが、あまり熱心に聞いていない。
- 物理が苦手（そのため、柴田に物理的なことを説明されたら「もういいです」と断っていた）。

### 銭形 泪
- 読み：ぜにがた るい
- 役者：黒川芽以
- 次女
- 生年月日：不明（放送時、17歳の設定）
- 血液型：AB
- IQ：180
- 称号：カルタクイーン
- 階級：警視正（映画では警視正→警視監）
- 趣味：スパイダーソリティア、読書
- 特技：マウンテンバイク、ものまね、ウソ泣き（1stシリーズの最終回や2ndシリーズ第4話など、本当に泣くシーンもある）、大食い（2ndシリーズでは、毎回のように高村、いない場合は柴田に食べ物をたかっている。食欲は高村曰く、モンスター級とのこと）
- モットー：ケータイとともに生きる
- 携帯電話：1stシリーズ F2102V（FOMA・富士通製）/P505iS（PDC・パナソニック モバイルコミュニケーションズ製）/2ndシリーズ P900i（FOMA・パナソニック モバイルコミュニケーションズ製）/シベリア超特急刑事 N900iS（FOMA・NEC製）/映画 F901iS（FOMA・富士通製）
- PDA：シグマリオンIII（NEC製）
- 携帯ストラップ：「銭・形・泪・涙マーク」の文字が描かれた銭、涙型のクリスタル、網、鈴
- マウンテンバイク：テレビ CROSSCOUNTRY 2.0 赤/黒色 2004（JAMIS製）/映画 DURANGO SPORTS SX 赤色 2005（JAMIS製）
- バッグ：青葉台学園指定バッグ（adidasのスリーウェイバッグ。色はネイビー）
- 逮捕方法：犯人の頬や瞼、腕などに涙を一滴落として後ろ（泪がいる方向）に振り向かせた後、携帯ストラップの網で相手を捕縛する。その後（口上の後に）、網を引っ張って相手を転倒させることも多い。網の大きさは調節可能で、サソリ1匹程度の大きさにすることもできれば、大人数を一度に捕らえることも可能。これは一度に少数（2，3人程度）しか拘束できない他のケータイ刑事と異なる点である。ちなみに網は、投げられたストラップの銭が砕け散った後、その銭の中から放たれる。銭が砕け散るのも姉妹では唯一。
- 口癖・決め台詞：「潤む、悪の雫」「涙の裏には悪の影。まんまと泣かしたつもりでも、最後はあんたが泣く番よ。その名も人呼んで、ケータイ刑事銭形泪。私の涙で溺れなさい!」「涙は女の武器ですから」「まぁいいじゃないですか」「ですよねぇ〜」「食べられません、勝つまでは（アナザーストーリーのみ）」
- テレビシリーズで舞のことを話す場合「舞」ではなく「妹」と呼ぶ（1度だけだが「舞」と呼んだこともある）。
- テレビシリーズで着物、家政婦、博士、探偵ルック、コック、野球のユニフォーム、落語家、テニスルックなどの姿を披露した。
- 五代、高村とトリオを組んで事件を捜査したのは4姉妹では泪のみである。
- とても頭が良いらしく、テストは100点しか取ったことがないらしい（しかし化学の抜き打ちテストで28点取ったこともあり、高村にバカにされる）。
- 学校の成績とは反比例して、焼き芋の上手な焼き方、ブル株ベア株、花粉症の種類、琥珀は水に浮くか浮かないか、邪馬台国の場所など、結構無知な面が披露されることも多い。
- 妹の零ですら解らなかった数学に関する問題を解いたことがある。
- 本来、敬礼は右手で行わねばならないが、たまに左手ですることがある（2ndシリーズ1クール目のオープニングでは左手で敬礼している）。
- ソリダコ花粉症の疑いがある。
- たまに五代と一緒に小芝居をする時がある。
- カルタクイーンに挑戦したのは「愛がカラオケクイーンで、舞がダンスクイーンだから、自分も何かのクイーンにならなきゃ」というのが理由。
- 女子高生の間での流行りモノに敏感である。
- 車には全然興味がないようである。
- シャーロキアンであり、ホームズ作品を扱った2ndシリーズ第9話では、ホームズのコスプレをして捜査していた。また、『雷』2ndシリーズ第5話ではシャーロキアンの集会に都合で行けず、雷を嘘泣きで騙して代理出席させた。
- 姉や妹たちよりも喜怒哀楽の表情の変化が大きい。
- 姉や妹たちと違って「私IQ180ですから」「私キャリアですから」など、自慢げなセリフが多い。
- 姉や妹たちと違って、自分のことを躊躇なく「可愛い」というセリフが多い。
- 姉や妹たちと違って、犯人逮捕後に「夢は売っちゃいけない、売れるものじゃない」など、名言を吐くことが多い。
- 何かあるとすぐに食べ物をねだる。
- おじいちゃま（警視総監）のマニアである。
- 公園に出没することが多い。
- 焼き芋、お団子、缶コーヒー、おにぎり、ポテトチップなど、よく買い食いしている。
- 宇宙人と一緒に焼き芋を食べたいらしい。
- 姉や妹たち以上に焼き芋に執着があるらしく、自ら焼き芋屋に扮したり、わざわざサツマイモ（紅あずま）を買って焼き芋を焼こうとした。
- 焼き芋以外では寿司が好物のようで、特に値段の高いネタが好きである。また、甘い物も好物のようである。
- 矢追純一を知らずに五代を驚かせたことがある。
- 馬面ネタでバカにされる五代を「馬面で何が悪いの!?」と擁護していた。
- 記憶喪失になった時、五代に「五代様」と呼ばされた。柴田のことは自発的に「よっ!柴田」と呼び捨てで呼んだが、記憶喪失以外でも、一度だけ柴田のことを呼び捨てにしたことがある。
- 「おじいちゃまにお願いして」「おじいちゃまの権力をフル活用して」「おじいちゃまのヘリを使って」など、祖父である警視総監に頼るセリフが多い。
- 高村の同期である江戸川一郎の策略で、犯人隠匿の容疑で逮捕されたことがある。
- 銭形姉妹が警察手帳を見せる際に、間違えて生徒手帳を見せることに対して「間違えるの、決まりじゃないの?」とツッコミを入れた。
- 携帯電話に「銭寿司」という寿司屋の電話番号を登録している。
- 劇場版では、最初妹たちと違い自分だけパートナーが柴田であることに不満をあらわにしていた。
- 高村と一緒にテレビ出演した際に「（高村の）助手」という肩書きに不満をあらわにしていた。
- 姉の愛が、相棒の五代を神無島署に連れ戻したことに不満をあらわにしていた。
- 男子三楽坊のCDを聴いている最中に、横で騒いで邪魔をした高村に対して不満をあらわにしていた。
- 化学のテストで28点をとったことを、しつこくネタにする高村に対して不満をあらわにしていた。
- 自動販売機で缶コーヒーを買おうとしたが、突然現れた五代にココアのボタンを押され不満をあらわにしていた。
- 夜の11時半に帰宅しようとしたが、家まで送ってくれない高村に対して不満をあらわにしていた。
- 柴田と二人だけでババ抜きをしていたが、お互いにババ（ジョーカー）を引き合ってしまい、なかなか決着がつかずに不満をあらわにしていた。
- 警視庁の草野球チーム“タイホーズ”の監督に就任したが、あまりにも野球に関する知識がないため選手たちから邪魔者扱いされ、監督をクビにされて解説者に成り下がり（高村と共に）ベンチから外され不満をあらわにしていた。
- 上記のように野球に関してはド素人でルールも全く知らないが、監督はやりたいらしい。草野球の試合が舞台となった2ndシリーズ第18話では、高村に言われた野球に関する嘘をそのまま信じ込んでいた（そのおかげで、犯人が凶器を隠した場所を見つけられた）。
- 妹の舞と違って胸が大きくないことに対してコンプレックスはないらしく、自ら貧乳をネタにして冗談めかしく言う。
- 同じエピソード中、事件を捜査する時に使う携帯電話（主にカメラ機能）と、犯人を捕獲する時に使う携帯電話が違う時がある。
- 親指を突き出す“GOOD”サインやVサインなどを好み、よくポージングすることが多い。
- よく転ぶ。転ぶ際は尻もちをつくことが多い。
- “多聞バンド”というバンドのファンらしく、同バンドのライブチケットを購入していた。
- 未確認生物メッシーについてしつこく語られてキレかけたことがある。
- 真剣に捜査している真後ろで、猪木のビンタについて騒いでいる五代と柴田に対して「猪木は関係ない!」と言ってキレかけたことがある。
- 2ndシリーズ第1話で団子を食べながら「やっぱり女子高生は花より団子でしょ、うんうん!」と言いつつ、2ndシリーズ第6話で高村から薔薇の花束をもらい「まぁ君は花より団子だろうけど」と言われ「ひどいですよ花より団子だなんて〜!」と泣き出したことがある（ウソ泣き）。
- 子供のころ、泣き落としを使って携帯電話を買ってもらったことがある。
- 高村をイケメンだと認めておらず、初対面時も「本人が思うほどいい男じゃない」と言っていた。
- 絵が上手い。
- 無線機を見たことがないらしく「なにこれ?弁当箱?」と言っていた。
- 嘘泣きの時は顔を見られても気にしないが、本当に泣いている時は顔を見られたくないらしく、さらに泣いていることを否定する。
- 一度だけワープしたことがある。
- 一度だけ、咳き込んでから「謎は解けたよ、ワトソン君」と言ったことがある（その際、高村に「新しいパターンだね」と言われ飲み物をもらった）。
- 呪い、祟りなどの非科学的なことを否定している割に、UFOの出現やミイラの足音に怖がって逃げ出すことがある。
- 画家である服部大吾郎のオーバー気味なセリフの言い回しに笑いをこらえていた。
- 過去に3度も時限爆弾を解除する役目を果たしている（1stシリーズ第10話、2ndシリーズ第13話、劇場版1）。さらに3度とも全て3択（3本のコードのうち、解除できるコードは1本）で、全て解除に成功している。
- 高村に「ありがとう」と言うことを求めたことがある。

### 銭形 舞
- 読み：ぜにがた まい
- 役者：堀北真希
- 三女
- 生年月日：不明（放送時、16歳の設定）
- 血液型：AB
- IQ：180
- 称号：ダンスクイーン
- 階級：警視（映画では警視正→警視監）。テレビシリーズで高校生だったケータイ刑事では唯一警視正ではない。
- 趣味：パズル、オセロ（盤面を真っ白にするらしい）、風水診断
- 特技：マウンテンバイク、新体操、メール早打ち、ダンス
- モットー：ケータイは地球を救う
- 携帯電話：テレビ F2102V（FOMA・富士通製）/SO505i（PDC・ソニー製）/映画 F901iS（FOMA・富士通製）
- PDA：シグマリオンIII（NEC製）
- 携帯ストラップ：「銭・形・舞・ハートマーク」の文字が描かれた銭、リボンの入った筒、鈴
- マウンテンバイク：テレビ CROSSCOUNTRY SX 2.0 青/黒色 2003（JAMIS製）/映画 CROSSCOUNTRY 2.0 青色 2005（JAMIS製）
- バッグ：青葉台学園指定バッグ（adidasのスリーウェイバッグ。色はブラック）
- 逮捕方法：（決め台詞の前に）携帯ストラップのリボンで相手をぐるぐる巻きにし、（決め台詞の後に）思い切り引っ張って相手を高速回転させる。また劇場版では回転の速度が上がっている。リボンを投げる際に後ろで2人の人間が回転ジャンプしているが正体は不明。
- 口癖・決め台詞：「疼く、悪の予感」「この世に蔓延る悪の舞。上手に踊ったつもりでも、あんたのステップずれてるよ。その名も人呼んで、ケータイ刑事銭形舞。正義の舞様ステップ受けてみなッ!」
- 五代の刑事としての実力（そのほとんどが偶然）を尊敬している。
- 決め台詞以外で、一人称が「舞さま」になることもある。
- ダンスはうまいが、五代に言わせれば腰が足りないらしい。
- 胸が小さいことにコンプレックスがあるらしく、胸の話をされると怒り出すことも。「豊胸効果がある」と言われて、焼き芋をトラックごと買い占めたり、胸の大きい女性に胸を大きくする方法を聞いたこともある。
- 勉強は不得意のようで警視庁内の一室で必死に宿題をやっていたことがある。
- 柴田太郎に告白されたことがある。しかし「ごめんなさい!」と即答し、断った。
- 五代にお寿司を奢って貰った際、ウニ・イクラ・トロと値段が高いネタばかり注文した。
- 自分のリボンで、遠くの物もとれるらしい（劇場版1で披露）。
- オープニングのスライドには「オセロ（盤面を真っ白にするらしい）」と書いてあるが、実際にはその腕前を見せたことは無い。

### 銭形 零
- 読み：ぜにがた れい
- 役者：夏帆
- 四女
- 生年月日：不明（放送時、13歳の設定）
- 血液型：AB
- IQ：180
- 称号：刑事（デカ）クイーン（数学が得意なため“数学クイーン”と勘違いしやすいが、数学クイーンは他に存在する）
- 階級：警視（映画では警視正→警視監）
- 趣味：クロスワードパズル
- 特技：マウンテンバイク、暗算、数学
- モットー：明るく、楽しく、元気よく!!
- 携帯電話：1stシリーズ F900iC（FOMA・富士通製）/2ndシリーズ SH901iC（FOMA・SHARP製）/THE MOVIE F901iS（FOMA・富士通製）/THE MOVIE2 SH902iS （FOMA・SHARP製）
- PDA：シグマリオンIII（NEC製）
- 携帯ストラップ：「銭・形・零・0」の文字が描かれた銭（刃物としても使用可能。劇中ではゴルフボールや畳を真っ二つにしている。）、「0」型（輪の形）の金属、鐘
- マウンテンバイク：テレビ CROSSCOUNTRY 1.0 黒色 2004（JAMIS製）/映画 CROSSCOUNTRY 1.0 赤色 2005（JAMIS製）
- バッグ：青葉台学園中等部指定バッグ（adidasのスリーウェイバッグ。色はレッド）
- 逮捕方法：（決め台詞の前に）携帯ストラップのチェーンに付いた「0」型の金属に相手をはめて拘束し、（決め台詞の後に）思い切り引っ張って相手を高速回転させる。どのように金属が大きくなるのかは不明。また、犯人を捕らえる直前に制限時間付きでクイズ（初期は数学および数字に関する問題だったが次第にそれに限らなくなる）を出す（「鑑識部屋」で答えを発表する）。
- 口癖・決め台詞：「レレレ?」「Q.E.D.」「増せり、悪の数字」「午前零時の鐘の声、諸行無常の響きあり。いかに悪事を足せりとも、零（れい）を掛ければ零（ゼロ）なりき。その名も人呼びて、ケータイ刑事銭形零。わらわの暗算解いてみよ!（「午前零時の鐘の声…」は、平家物語の「祇園精舎の鐘の声…」から来ている）」
- 銭形四姉妹では唯一の左利きである。
- 飛行機が苦手。
- 一度だけ泪の網を借りたことがある。
- パイには目がない。
- 子供扱いされると怒る。また、怒るとほっぺたを膨らませてむくれることが多い。
- 多摩川ドイルに「銭形家のみそっかす」と罵倒され、むくれていた。
- 円周率を三万桁まで暗記している他、小学5年生の時に今まで誰も証明できなかった「モリマーの最終定理」（元ネタはフェルマーの最終定理）を証明したが、騒ぎになることを懸念した姉たちが隠した。劇場版では「モリマーの最終定理」を発表しマスコミが駆けつけるなど、大騒ぎになった（本人曰く、ヒマ潰しに何となくやったら解けたらしい）。
- 舞の警視正昇進最年少記録を破った。
- 劇場版2にて、雷にカミナリを落とされたことがある（ケータイ刑事がケータイ刑事の攻撃を受けたのはこれが唯一）。
- 『理想の刑事』というドラマが好きで毎週欠かさず観ている。
- 警視庁の取調室にて、学校の宿題をやっていたり、家計簿をつけていたりすることがある。
- 「あたし、アイドルなんですけど」というセリフを言ったことがある。
- ゴルフのスイングをする時は「さざんがきゅう!」と言ってタイミングを取る。
- ゴルフがうまい（アドバイスが書いてあるノートを高村に見せるために、フランス料理をおごらせたことがある）。
- ゴルフ場のカートがリモコン操作できるという、その技術力に驚いていた。
- 仕事もせずにマンガを読んで笑っている五代をたしなめたことがある。
- 犯人を逮捕するためにわざわざ忍者の格好をしたことがある。
- 1stシリーズ第13話で嘘泣きを披露した。
- 急遽“第2回刑事（デカ）まつり”に出場して優勝し、刑事（デカ）クイーンの称号を手に入れた（出場する際に「あたしもデカい!じゃなく出たい!」とダジャレも披露した）。
- 2ndシリーズ最終話のクイズにおいて「五代さんが結婚できる確率は何%?」という問題に「答えは私」という、どちらとも取れる答えを出した（零(0)%か、あるいは零と結婚するか…）。
- 高村に幼稚園児と中学生を一緒にされて、「一緒にしないで下さい」と怒ったことがある。

### 銭形四姉妹の共通点および相違点
長女：愛、次女：泪、三女：舞、四女：零
- 4人の祖父は銭形警視総監、父はインターポール所属の警察官。
- 4人とも血液型AB型、IQ180（これはケータイ刑事全員の特徴）、暗所恐怖症、好物は焼いも（ちなみに従姉妹の雷と結の好物でもある。）。
- 4人共通の決め台詞は「謎は解けたよ、ワトソン君」。零によればこの台詞は「銭形家の専売特許」だそうである。
- 愛・泪・舞は右利き、零は左利き。
- 通っている学校名は青葉台学園（愛・泪・舞は高等部、零は中等部）。
- 制服のリボンの色は、愛が青、泪が緑、舞・零が赤（長女が青、次女が緑、三女以降が赤。）。
- 携帯の色は、愛がシルバー、泪・舞・零（分家四姉妹も含めて）が赤（愛の時はまだ赤のFOMA端末がなかった）。
- 愛・泪・舞の決めゼリフで「その名も人呼んで」までは七五調を3回繰り返しているが、零は4回繰り返している。
- 愛・泪は第1話の相棒刑事への自己紹介の際に本来右手で行わねばならない敬礼を左手でしている（警察手帳を右手に持っている。）。舞は手帳を左手に持ち替え、零はしまってから右手で敬礼している。
- 4人とも警察手帳の写真では笑顔でピースサインをしているが、学生証ではすまし顔でピースサインもしていない（ちなみに姉妹4人が警察の制服を着ている姿が確認できるのは、この警察手帳の写真と『愛』最終回だけである）。なお、これは雷以外の分家四姉妹にも当てはまる（雷は敬礼ポーズ）。
- 4人とも動体視力が良い（愛は飛んできた灰皿を、泪は宙に舞った花束を、零は手裏剣、吹き矢を素手で掴んだ。また、舞は飛んでいるボーガンの矢を携帯ストラップのリボンで叩き落した）。
- 携帯ストラップで犯人を捕獲するシーンと決め台詞のシーンに、愛ではバンク映像は使われていないが、泪・舞・零には使われている（『ケータイ刑事 銭形泪』1stシリーズ第1話を除く）。
- ストラップを投げるシーンにCGが使われているのは4人共通だが、愛だけは現場の画面を背景としてCGを合成される形で使われているのに対して、泪・舞・零および分家四姉妹（舞台編を除く）は背景もCGになっている（『ケータイ刑事 銭形泪』1stシリーズ第1話を除く）。
- 番組オープニングでは拳銃を持って構えるシーンがあるが、泪だけはそのシーンがない（自分の手を拳銃に見立てて構えるシーンはある）。
- 4人とも髪を茶髪や金髪に染めておらず黒髪（愛、舞が若干クリ色程度）で、アクセサリなども身に付けていない。しかし、愛がマニキュアをつけているエピソードもある。
- 4人とも銭形警視総監のことを「おじいちゃま」と呼び、敬愛している。
- 4人とも警察官だが拳銃は持っていない。銃撃戦になった場合は相棒刑事が戦う。しかし携行していないだけで、訓練もしていて扱うことはできるようだ。
- 4人とも基本的に学校の制服のまま捜査を行い、私服で登場することはない。冬の時期に、制服の上にコートやマフラーをつけることがあるくらいである。『ケータイ刑事 銭形零』1stシリーズ第3話では、学校が創立記念日で休校だったにもかかわらず零は制服で登場している（エピソードにより、希にコスチュームやユニフォームを着て捜査することもある）。
- 4人とも冬服の上着のポケットに携帯電話をしまう時は、ストラップはポケットから出しておくことが多い。
- 4人のプライベート生活の描写はたまにセリフで語られるのみで、映像としてはまったく出てこない。4人の友人が登場することもない。また、彼氏や好きな男の子がいるような会話も出てこない。これはシリーズの決まり事として基本的に「プライベートは出さない」ことになっているためである（ただし『ケータイ刑事 銭形愛』第1話を除く）。
- 警視庁関係者などはシリーズを跨って登場することが多いが、主人公が他の作品に登場することはない。話題に出てきたり、携帯電話のメールを送った時に返信が来るぐらいはあるが、姉妹を特定出来る名前はほとんど出てこない（『ケータイ刑事 銭形泪』2ndシリーズ第4話や『ケータイ刑事 銭形零』1stシリーズ第11話で「舞」という単語が登場した程度）。しかし、銭形零のオープニングでは姉三人について歌われており、それぞれのシルエット画像も出てくる。また、映画『ケータイ刑事 THE MOVIE バベルの塔の秘密~銭形姉妹への挑戦状』では愛を除く3姉妹が共演している（なお、姉妹たちの発言を含め、作中に「愛」という名前は頻繁に出てくる）。
- オープニングナレーションで「彼女が刑事（デカ）であることは誰も知らない」と言っているが、特に隠しているという様子はなく、事件発生時には自ら警察手帳を差し出し「警察です」と名乗ることも多い。また、相棒刑事との初対面時以外は、犯人を含めて警察であることを疑われることも少なく、もし疑われた場合でも警察手帳を見せるだけで相手が納得することが多い。
- 4人の決め台詞の中に「その名も人呼んでケータイ刑事（デカ）」という共通の台詞があるが、実際は相棒刑事を含め誰ひとりとして彼女たちのことを「ケータイ刑事（デカ）」と呼んだことはない（唯一『ケータイ刑事 銭形泪』2ndシリーズ第22話で、高村が泪との別れのシーンで言ったのみである）。

## 銭形四姉妹の従姉妹

### 銭形 雷
- 読み：ぜにがた らい
- 役者：小出早織 （現：早織）
- 分家四姉妹の長女、銭形四姉妹の父方の従姉妹、祖父は銭形警視総監
- 生年月日：不明（放送時、17歳の設定）
- 血液型：AB
- IQ：180
- 利き腕 右
- 階級：警視正（40話で警視正→警視監）
- 称号：（気象学四天王）
- 趣味：空を眺める
- 特技：マウンテンバイク、指先で気温と湿度を探知できる、オタク用語（1stシリーズ第6話で「CXの『電車男』に出た時、だいぶ勉強しましたから」と発言している）
- モットー：明日は明日の風が吹く
- 博士号を持っている（1stシリーズ第18話）
- 携帯電話：1stシリーズ SH902i（FOMA・SHARP製）/2ndシリーズ・THE MOVIE2 SH902is（FOMA・SHARP製）
- 携帯ストラップ：「銭・形・雷・雷（かみなり）マーク」が描かれた銭、稲妻の形の金属
- マウンテンバイク：EXPLORER 2.0 シルバー/青色 2005（JAMIS製）
- 逮捕方法：携帯ストラップまたはアンテナで積乱雲を呼び、雷を起こして、相手を感電させる。（室内でも使用可能。また、落雷させる時に雷はそれまでどこにいようと建物の屋上にワープする。）また、このとき使用するストラップは本家四姉妹とは違い古銭ではない。なお、一度に落雷を浴びさせられる相手は1，2人でそれ以上逮捕する時は複数回落雷を起こす必要がある。直接ストラップで相手を拘束しなかったりアンテナを使ったりするのはケータイ刑事唯一。
- 口癖・決め台詞：「淀む、悪の天気（ただし、第6話では間違えて愛の決め台詞である「匂う、悪の香り」を言ってしまった）」「予報的中!」「雷鳴轟く積乱雲。何枚腹巻き重ねても、悪のおへそは逃がさない。その名も人呼んで、ケータイ刑事銭形雷。私の稲妻で痺れなさい!」
- 天性の勘、野生の嗅覚を有する。
- 他のケータイ刑事と比べて決め口上の時の動き・演出が派手である。また1stと2ndで動きが若干違う。
- 指先を少しなめて（途中から指をなめずに唇に付けるだけになった）意識を集中すると、その場の気温・湿度がわかる。また、天性の勘からか雨が降ることを察知できる。
- 銭形四姉妹と比べると犯人を捕まえた後、少し冷めたような表情になる。
- 警視庁で唯一、気象予報士の資格を持っている。また気象学四天王の1人。
- 2ndシリーズで、髪型がロングからショートカットになった。
- 「美人」や「美女」といったおだてに弱い（その割には、よく人には「かわいい」と言われている。）。
- 短気なため、怒ると岡野の耳をよく引っ張る。
- 各地の方言に詳しい。
- 多少気に入らないことでも、焼き芋を渡されると許してしまう。
- 運動神経や動体視力といった身体能力や特技がかなり優れている。
- 車イスでの片輪走行など、様々な雑技ができるようだ。
- 本人いわく、銭形家の中で射撃が一番得意。実際、射撃の腕はピカイチ（劇場版2で零の放った銃弾に自分の銃弾を当てるという離れ業をやってのけた）。
- モールス信号を使うことができる。
- ピッキングの技術を持っておりカギを使わず手錠を開錠したことがある。それを見た岡野からどこでその技術を会得したか問われたが「秘密」と答えた。
- 階級の低い刑事は自分の警察手帳に書いてある階級を指で隠すものだ、と思っている（2ndシリーズ第1話で、高村に「誰か（岡野）のトラウマ抱えてるんじゃないの？」と言われているが、本人は否定している。）。
- 昔「ペレ」おじさんからサッカーを教わったことがある。そのためサッカーが得意だが本人によると昔よりは腕が落ちたらしい。
- 「月刊イナズマNOW」という雑誌を愛読している。
- 他のケータイ刑事以上に画面に向かって視聴者に話し掛けたり、裏話や楽屋オチを言うことが多い。
- 多摩川ドイルから好かれている。また岡野が「ドイルに（雷の）メルアド教えちゃおうかな」と言ったところ、雷は「止めてください」と否定した。
- 劇中ドラマ「イエデン刑事 小銭形パイ」の小銭形パイから 「顔はかわいいけど滑舌が悪い」と指摘されたことがある。
- かつての名画「赤坂の天使（設定上の映画）」を知らないことで、高村などから驚かれた。
- 高村とカッパはキュウリとセロリどちらを食べるかを口論していたが、言い合ううちにキュウリ派からセロリ派になっていた。
- 銭形家で初めて怪人十面相の逮捕に成功した。そのあとで高村が「また怪人が出たらどうする？」と聞いたら、「その時は私の妹がきっと…」と意味深なことを言っていた（銭形海放送開始前）。
- オムライスを上手に作ることが出来る（雷2nd第9話）。
- 相棒検定永久の資格証を持っている（岡野が転勤する際にもらった）。
- 現在は、フィンランドのムーミン谷署に行っているらしい（銭形海第1話）。ファン感謝イベントでは関西に転勤になったと話している。
- 岡野が「イエデン刑事 小銭形パイ」を見ていた時ケータイ刑事のパクリだと不満を表していた。
- 劇場版3では直接の登場はないが、岡野と松山に妹たちの援護を要請している。
- 本家銭形四姉妹の長女・愛は妹たちと共演することは無かったが、こちらは文化祭やファン感謝イベントに登場し海や命と共演している。ファン感謝イベントでは『結』出演前の岡本杏理とも対面した。

### 銭形 海
- 読み：ぜにがた かい
- 役者：大政絢
- 分家四姉妹の次女、銭形四姉妹の父方の従姉妹、祖父は銭形警視総監
- 生年月日：不明（放送時、17歳の設定）
- 血液型：AB
- IQ：180
- 利き腕 右
- 称号：「伝説の刑事」「マーメイド刑事」（オープニングテーマより）
- 階級：警視正
- 趣味：海洋小説好き、老人と海のヘミングウェイの大ファン
- 特技：マウンテンバイク、素もぐり、三味線、イルカと話せる
- モットー：世界は一つ、海も一つ
- 携帯電話：1st・2ndシリーズ F904i（FOMA・富士通製）/3rdシリーズ SO905i（FOMA・ソニー・エリクソン製）
- 携帯ストラップ：「銭・形・海・イルカの形」が描かれた銭、錨の形の金属
- マウンテンバイク：EXILE XC 2006 Jamis製
- 逮捕方法：（決め台詞の後に）携帯ストラップから飛び出す錨とチェーンで相手を絡めて拘束する。その後、思い切り引っ張って相手を高速回転させる（雷と同じく、このとき使用するストラップは古銭ではない）。
- 口癖・決め台詞：「寄せる、悪の漣（さざなみ）」「大波小波掻き分けて、七つの海を手にしても、正義の海は泳がせない。その名も人呼んで、ケータイ刑事銭形海。私の錨（怒り）で沈みなさい!」
- ふぐと寿司が好物。ただし寿司に関しては食べに行ったり相棒刑事から奢ってもらった描写は無い（「連れてってやる」と言われても約束は果たせず終わる。）。
- ケータイ刑事の中ではもっとも多くの相棒刑事（高村、五代、松山の3人）と組んでいる。
- 身体が柔らかい。
- シリーズお馴染みの「君、冷え性でしょ？」という高村の問いかけに、「普通ですよ」ではなく「それ、セクハラですよ」と答えた（ただし松山や容疑者に言われた時は「普通です」と返している。なお、相棒刑事以外にこの問いかけをされたのは彼女が唯一。）。
- 芸能プロダクションにスカウトされたことがある。
- タモン石（宝石）のことにとても詳しい。
- 記憶力が良く、一度聞いた名前はどんなに長くても覚えられる。
- 街で大政絢に間違われたことがある。また、ケータイ刑事では唯一そっくりさんが登場している。
- 3rd最終話で、感動して泣いてしまった。
- 「柴田束志の鑑識メモ」に私服で登場したことがある。また、「柴田束志の鑑識メモ」を「銭形海の鑑識（?）メモ」にしてしまったことがある。
- 各シリーズ第1話で、それぞれの相棒刑事との初対面時に逮捕されかけた（泪、零、雷は2ndシーズンではそうならなかったため、唯一相棒刑事との初対面時に毎回手錠をかけられていることになる。）。

### 銭形 命
- 読み：ぜにがた めい
- 役者：岡本あずさ
- 分家四姉妹の三女、銭形四姉妹の父方の従姉妹、祖父は銭形警視総監
- 階級：警視正
- 携帯電話：「docomo SMART series P-04A」
- 携帯ストラップ：「銭・形・命・ハートを組み合わせた四つ葉のクローバー」が描かれた銭、ハート型の錘
- マウンテンバイク：JAMIS(2009)DURANGO 1.0(Pearl White/Team Red)
- 年齢： 17歳
- 学年： 青葉台学園高等学校 2年生
- 血液型： AB型
- IQ： 180
- 利き腕 左
- 特技： マウンテンバイク、サックス、絶対音感、耳コピ演奏
- 趣味： テナーサックス
- モットー： No Life , No Music！
- 逮捕方法：（決め台詞の後に）携帯ストラップから飛び出すハート型の錘で相手を押さえつけて拘束する（雷、海と同じく、このとき使用するストラップは古銭ではない）。
- 口癖・決め台詞：「響く、悪の鼓動」「命長けりゃ恥多し、されど進むが人の道、人生いろいろあるけれど、命の盗人（ぬすっと）許せねぇ。その名も人呼んで、ケータイ刑事銭形命。命の重みを感じなさい!」（殺人事件でなくてもこの台詞である。）逮捕した後、犯人は、「命、重い！」という。
- サックスが上手いが、松山によると「ソウル」が足りないらしい。
- 「岡本あずさに似てる」と何度も言われたりメモされたりする。
- シャーロキアンである（泪に影響されたため）。
- シリーズお馴染みの「君、冷え性でしょ？」という問いかけには自分から「あたし、冷え性じゃありませんから！」と先回りして答えた。
- 劇場版3では『愛』以来となる銭投げを披露している。

### 銭形 結
- 読み：ぜにがた ゆい
- 役者：岡本杏理
- 分家四姉妹の四女、銭形四姉妹の父方の従姉妹、祖父は警視総監
- 階級：警視正
- 携帯電話：ドコモスマートフォンXPERIA（SO-01B）（ソニー・エリクソン製。TV版。劇場版3ではガラケーを使っている。）
- 携帯ストラップ：「銭・形・結・蝶々結びの紐」が描かれた銭、蝶々結びの紐
- 逮捕方法：（決め台詞の後に）携帯ストラップの紐で相手を絡め、蝶々結びにして拘束する。その後、（舞、零、海と同様に）思い切り引っ張って相手を高速回転させる。ストラップを投げて拘束するまでの間に本人の操作が入るのはケータイ刑事唯一（他の7人は投げるだけで拘束可能で操作が入るのは拘束した後。）。
- 口癖・決め台詞：「絡む、悪の糸」（髪の毛を指に巻き付かせながら）「この世に絡む悪の紐、どんなに固く結んでも、わらわに解けぬ結びなし。その名も人呼んで、ケータイ刑事銭形結。正義の蝶々結び解いてみな!」
- 縄抜けが得意で、第1話では子供たちにイタズラで縛られた縄を易々と解いてみせた。また、最終話ではその技術をあさみに披露しており、その後の事件を左右することになる。劇場版3でも、命が「結から教わった」として縄抜け術を活用している。なお、第1話であさみつひこに手錠をかけられた時も難なく手を抜いていた（どんな技術かは不明。）。
- 好物は本家の四姉妹と同じく焼きいも。
- ケータイ刑事が実際に「おじいちゃま」の力を行使したり手助けしてもらうことは基本的に無いが、最終話であさみつひこが誘拐された時は身代金を即座に用立ててもらっていた。

### 銭形 紅子
- 読み：ぜにがた べにこ
- 役者：平山あや（放送当時は「平山綾」）
- 銭形四姉妹および雷、海、命、結の父方の従姉妹、祖父は銭形警視総監
- 生年月日：不明（放送時、中学3年生の設定）
- 血液型：不明
- 役職：刑事（階級不明）
- 逮捕方法：携帯電話本体を投げると、携帯ストラップが相手の腕に巻きつく。
- 口癖・決め台詞：「危険な香り」、「摘むべき花は悪の花。この世に咲いた悪の花。○○、やっぱりあなたが犯人ね。 〜 悪い女は、この紅子様が見逃さないよ。金か男か愛のため。女ってのは貪欲だ。だけど忘れちゃいけないよ。掟があんたを裁くのさ。悪い女は許さない!（ 〜の部分に毎回異なる台詞が入る）」
- 四姉妹や雷・海・命・結と制服が異なるのは、通っている学校が青葉台学園の系列校だからである（青葉台学園では、系列校でも制服は共通ではない）。
- 唯一、「名前が2文字（漢字では1文字）で2文字目が『い』」という設定から外れている。

## 相棒刑事
過去に放送された刑事ドラマ、ミステリードラマのパロディとなっていて、同一の俳優が演じている。
初対面時共通のやり取りは、銭形姉妹が警察手帳を見せる際に間違えて学生証を見せてしまい、本物を見せ直し「以後お見知り置きを」と言うが「公文書偽造の容疑で逮捕する」と言って手錠をかけ「お見知り置きをお仕置きに変えてやる」と言うもの（ただし、高村は逆に泪と雷に言われている）。ほとんどの場合、相棒となる刑事が名字から、彼女たちの祖父である警視総監と彼女たちの姉（泪は姉の愛と妹の舞のこと）や従姉妹（雷、海の時のみ）のことを思い出し、公文書偽造だという誤解が解ける。また、なかなか意見を曲げない彼女たちに対し「君たち姉妹は勘に頼り過ぎ」「頑固な女性は冷え性が多い」と言うのもパターン。銭形姉妹の「謎は解けたよ、ワトソン君」にあたるセリフとして「謎は解けたぜ、○○君」と言うこともある（○○は変化する）（しかし、五代が、「ワトソン」と言ったことがある。また、高村はよく「ワトソン君」と言う。）
捜査の過程においては、基本的に的外れな意見に終始し、銭形姉妹の名推理にお手上げとなるケースがほとんどだが、時折、彼らの言動が鍵となって犯人逮捕に結びついたり、彼ら自身が真犯人を当てたりすることもある。また、腕力ではかなわない姉妹に代わって犯人と格闘を繰り広げることもあり、彼女たちにとっては無くてはならない存在でもある。

### 五代 潤
- 「太陽にほえろ!」（日本テレビ）の「スニーカー刑事」がモチーフ。
- 読み：ごだい じゅん
- 役者：山下真司
- 昭和35年1月13日生、やぎ座
- 血液型：O
- 階級：巡査部長
- 趣味：日本全国食べ歩き、マンガを読むこと
- 特技：ラグビーの情熱的な指導、オヤジギャグ
- モットー：直感を信じる、恋は盲目、男は出世、刑事の価値は履き潰した靴の数で決まる
- トレードマーク：スニーカー、熱血
- 携帯電話：銭形愛 N2002（FOMA・NEC製）/T2101V（FOMA・東芝製）/銭形舞・泪1stシリーズ N2102V（FOMA・NEC製）/銭形零2ndシリーズ F880iES（FOMAらくらくホン・富士通製）/銭形海2ndシリーズ SH904i（FOMA・SHARP製）
- 口癖・決め台詞：「純な心で○○○。悪事無理繰り隠しても、そうは問屋がおそ松君、シェー!その名も人呼んで、熱血刑事五代潤。そこら辺のオヤジと一緒にすると逮捕するぜ!（など、特定の決め台詞は存在しないが、3度それらしいものを口にしている。セリフは毎回変化）」「悪夢だ!」「（銭形姉妹が直感で犯人を決める時にはしばしば）捜査の基本は足だ!」
- ブタクサ花粉症である。
- ウマ面キャラである（『零』『海』で顕著。）。
- 熱血キャラである。
- ケチである。
- お調子者である（初登場時はどちらかというとマジメキャラだった）。
- 暑苦しい。
- 美女に弱い。
- 馬鹿キャラだが人並みの英単語力はあるようだ。
- 義理人情に厚い。
- 焼き芋の焼き方にはちょっとうるさい。
- 相手が誰でも犯罪は許さない。その信念は強く、昔の相棒からは理解されなかった。
- 一度物事を決めたら一直線、まわりの意見は聞かずに一方的に関係ない人を逮捕してしまう。捜査手法もやや乱暴なところが有りそれを愛に注意されたことがある。
- 柴田太郎の写真を持ち歩いている（柴田も五代の写真を持ち歩いている）。
- 銭形姉妹のことを「おい!銭形!」と呼び捨てで呼ぶ（零に関しては「おい!中学生!」と呼ぶ時もある）。
- マンガが大好きである（マンガを読んでいるところを零に咎められたが「マンガは日本が世界に誇る最高の文化だ!」と逆に説教をするほど）。
- 『ケータイ刑事 銭形舞』最終回では、致死量の毒を飲んだにもかかわらず死ななかった。その理由は柴田太郎曰く「ラグビーで鍛え上げた体」のおかげらしい。また、『ケータイ刑事 銭形海』の2ndシリーズ最終回では、今度は神経ガスを吸い込んだにもかかわらず、死ななかった。この理由も柴田束志曰く、「ラグビーで鍛えたおかげ」らしい。
- 四姉妹全員の相棒になったのは彼だけである。
- チョーさんからクリスマスに新しいスニーカーをもらった。
- 学生時代に米屋でバイトしており、担いだ物の大体の重量が判別できる。
- 赴任歴
  - かつて、六曲署に勤めていた。そのころはマジックができる（ちゃんとしたものはできない）ことで人気だったらしい。
  - 『ケータイ刑事 銭形愛』の最終回で神無島署に赴任（愛も署長として赴任）した後、警視庁に戻った。その後、愛に再び神無島署に呼び戻された（結果として相棒を取られる形になった泪は愚痴を言っていた）。
  - 『ケータイ刑事 銭形零』2ndシリーズ第1話でまた警視庁に戻ったが、『ケータイ刑事 銭形零』2ndシリーズ最終話においてビッグになるための旅に出た。
  - 『ケータイ刑事 銭形海』2ndシリーズ第1話で旅から無事に戻り、警視庁捜査一課に復帰した。『ケータイ刑事 銭形海』2ndシリーズ最終回で沖縄へ異動になった。
- 基本的に銭形姉妹を相棒と認めない（内心は認めている）ことが多いが、最終回になると自ら彼女たちを相棒と認める言動をとる。
- アニータ、ロジータ、智恵子、フィルダー、ジウ、エリーゼという恋人がいるが、劇中でその姿を見せたことがない（唯一、ロジータだけは犯人役として登場している）。また、それぞれの女性との恋が成就したこともない。
- 通いの店
  - フィリピンパブ「ロハス」。そのためか、日本のフィリピンパブで働いているフィリピーナの独特な行動にも詳しい。
  - コリアンパブ「マッコリ」。
  - 錦糸町にある相撲キャバクラ「ごっつあんどすこい」。番付は小結。
- 各シリーズで熱中しているものが違う（『銭形舞』ではアニータへの恋、『銭形泪』では昇進試験の勉強など）。
- 劇場版では韓流ブームにのっていた。その時は零から「時代遅れじゃないの?」とツッコまれた。『銭形愛』では「じゃじゃ馬娘、ゲットだぜ!」と言ったところ、愛から「ポケモン?ふるっ」とツッコまれた。また、飼育ゲームのたまごっちをプレイしているところを見た愛から「古過ぎます」ともツッコまれた。
- 仕事をサボっていることが多い。
- バレンタインに泪から手作り（義理）チョコ、零から海老味の本命パイをもらって喜んでいた。
- 銭形姉妹を子供扱いする発言が多いが、実際は五代の方が子供じみた行動（発言）をすることが多い。
- 麻雀業界では「哭きのジュン」で有名らしい。
- 『銭形海』において、尾行検定8級を取得した（動機は、エリーゼにボーイフレンドが出来たため）。
- 携帯電話の着信音は馬の鳴き声である。
- 高村に冷え性のネタをとられたので少し愚痴を言っていた。
  - →関連項目『太陽にほえろ!』『スクール☆ウォーズ』

### 高村 一平
- 「華麗なる刑事」（フジテレビ）がモチーフ。
- 読み：たかむら いっぺい
- 役者：草刈正雄
- 生年月日：不明（放送中、45歳の設定）
- 血液型：不明
- 五代潤の母方の従兄弟
- 階級：巡査
- 学歴：ペッパーダイン大学卒業
- 趣味：英会話、エステ
- 特技：ダンス（しかし、タンゴが踊れずに零に「ダンスの上手いお姉さん（舞）に、短期間でダンスが上手くなる方法を聞いてくれ」と哀願したこともある）、サボタージュ
- モットー：不老不死
- トレードマーク：バーボン
- 携帯電話：銭形泪2ndシリーズ N900i（FOMA・NEC製）/銭形零1stシリーズ F880iES（FOMAらくらくホン・富士通製）/銭形雷2ndシリーズ N902i（FOMA・NEC製）/銭形海1stシリーズ SH904i（FOMA・SHARP製）
- 口癖・決め台詞：「ボトルの裏にはラベルの影。まんまと飲ましたつもりだろうが、最後はあんたが飲む番だ。その名も人呼んで、バーボン刑事高村一平。その辺の酒と一緒にすると二日酔いするぜ!（と1度だけ口にした）」「泣かないの!僕が悪かった!（泪を泣かせた時）」「まさかでしょ〜!」「ソリソリ（英語でsorry,sorryの意）」「ワッ?（英語でwhat?の意）」「人の話は最後まで聞く〜!」「オーマイガッ!（英語でOh! my Godの意）」「ノー!ノー!○○じゃない、△△だよ（英語の発音を訂正する時）」
- 聞き込み捜査などで、本名を告げずに自ら「警視庁のバーボンです」と名乗る時がある。
- 「バーボン刑事（デカ）」と呼ばれたがっている（「バーボン・ボンドと呼んで」と言ったこともある。また、 怪人十面相シリーズでは「ウォッカ探偵と呼んで」とも言っていた）。泪2ndシリーズ第22話で、ニックネームで呼ぶことをずっと拒否していた泪から初めて「バーボン刑事」と呼ばれた。
- 『ケータイ刑事 銭形泪』2ndシリーズ第15話で「高村一平・バーボン刑事のテーマ」を踊りながら歌った（銭形零1stシリーズ、銭形雷2ndシリーズでも披露した。また、銭形海の舞台ではテーマの2番まで披露した）。
- 鼻歌はいつも「バーボン刑事のテーマ」、携帯電話の着信音も「バーボン刑事のテーマ」、車を運転する際のBGMも「バーボン刑事のテーマ」と、かなりの自分好きである。
- テレビ出演した際に、司会の金剛地武志から「警視庁のハンサム刑事（デカ）こと、高村一平」と紹介された。
- 自分以外のキザな男は“牛乳を温めた時、上の方にできる薄い膜”と同じくらい嫌いらしい。
- 英語の発音が下手なくせに、他人の発音にはうるさい。
- 英語以外にもロシア語、スペイン語、フランス語を習得しようとしている。
- 英語の勉強をしているところを泪に見られて慌てていた。
- ピストルはオートマチックよりもリボルバー派。
- 本人によると銃撃戦（実際、劇中でそうなった場合には大活躍している。ただし、精密な銃撃は下手なことが後に判明）や密室殺人の解明が得意で、経験も豊富とのこと。
- とうもろこしを噴射する拳銃を所持している。
- 本人曰く、"警視庁一のイケメン"、"落とせない女性はいない"、"取調べにおいて泣き落としで自白させるのが得意"、"五代潤に刑事のイロハを教えたのは自分"らしい（その際、泪に「五代さんに階級抜かれたんだ」とツッコまれ、語学堪能で海外勤務が長いからと言っていた）。
- 「おじさん」と呼ばれることを極端に嫌う。
- 見栄っ張りな性格である。
- たまに知ったかぶりをすることがある。
- ゴルフ好きである。
- 「秀吉の野望」というテレビゲームが好きらしく、研修をサボタージュしてプレイするほどハマっていた。
- 自分のことをバカにされてもなぜか気にしている様子はない。
- 野球（本人曰くベースボール）が得意らしく、火の出る剛速球や、凄まじい落差のフォークボールを投げる。
- 草刈正雄主演の映画「復活の日」に出演したオリヴィア・ハッセーに憧れている（同映画の舞台挨拶を見るために3日間徹夜したらしい）。その時高村は共演した草刈正雄に激しく嫉妬したらしい。
- メンズエステティックサロン葛飾店（たまに五反田東口店）に通う（まだ高校生の泪に借金してまでエステに行こうとした）。また、ロス市警配属後はメンズエステティックサロンハリウッドに通っていた。
- メンズエステティックサロン葛飾店では年間パスポートを持ち、ゴールドメンバーになっている。ちなみに彼がケータイ刑事たちとの初対面の際に警察手帳と間違えて見せるのがこのカード。
- キャプテンジョージ Men'Sエステティックに予約を入れていた。
- 日焼けエステティックサロンベルサイユ宮殿三田店にも通っている。
- 泪には毎回のように食べ物を奢らされていた（嘘泣きに騙されての場合が多い）。また、零にもたまに奢らされていた。
- 泪と交渉をする時は、大抵食べ物で取引をする（ストロベリージャンボパフェ、ピロシキ1年分など）。
- 泪とコンビを組んで以来、嘘泣きには免疫ができたらしく騙されなくなった。
- 泪の嘘泣きに騙され続けたのはさすがにいい思い出ではなかったらしく、後に雷が泪の嘘泣きに騙されたと聞いた時は泪のことを「あの嘘泣き娘」と苦々しげに言っている。
- 赴任歴
  - かつて、ロサンゼルス市警に勤務していた。「華麗なる刑事」での「ロサンゼルス市警で研修の後、南口署にやって来た」という設定を踏まえたものとなっている。
  - 『ケータイ刑事 銭形泪』2ndシリーズ第22話（本編最終話）でシベリアに赴任したが、元KGB長官の娘と恋仲になり、日本に強制送還。再び警視庁勤務となり、零とコンビを組むが『ケータイ刑事 銭形零』1stシリーズ最終話でパリ市警に赴任した。
  - 『ケータイ刑事 銭形雷』2ndシリーズ最終話でロス市警に赴任したが、その後サンタモニカのビーチで遭難し4ヶ月の漂流を経て『ケータイ刑事 銭形海』第1話で日本へ漂着し帰国した。その後『ケータイ刑事 銭形海』第1シリーズ最終話でスコットランドヤード（ロンドン警視庁）に出向となった。
- 交友関係
  - 五代潤のことを「潤」または「スニーカー」と呼ぶ。
  - 劇場版では舞とコンビを組んでいる。
  - コロンボ刑事
    - ロサンゼルス市警に勤務していたころ、コロンボ刑事とは家族ぐるみの付き合いをしていた。
    - ロサンゼルス市警勤務時にコロンボ刑事に落語を教えていた。

  - クルーゾー警部
    - パリ市警にクルーゾー警部という名前の知り合いがいるらしい。
    - クルーゾー警部のかみさんとはメル友らしい。
- ロス市警勤務時のエピソード
  - すいかに塩をかけて食べた際に周りのアメリカ人に笑われたらしい。
  - このときに付き合い始めたルーシースミスという恋人がいる（ルーシースミスが殺されてしまうエピソードもある）。
  - 男性の視線に行き過ぎた好意を感じたことがあり、それがトラウマになっている。
- 忍者教室に通っている。
- 零によるとエンゲル係数は90%を超える（それを聞いた高村は「銭形家に勝った!」と言っていた）。
- 「まさかりサンバ」というダンスしか踊れないらしい。
- 泪の影響でシャーロキアンになったようで『ケータイ刑事 銭形雷』2ndシリーズ第5話ではホームズのコスプレをしていた。
- 泪によると、高村のIQは20らしい。
- 催眠術にかかりやすい。
- 超常現象には否定的な見解を持っている割に祟りやお化けが苦手で、怖がりなくせに強がりである。
- 事件に超常現象等、非科学的なことが絡んでいるとすぐ現場から帰ろうとする。
- 怪談を聞いて震えたり、泪が冗談で口に牙を付けて脅かそうとしただけで、尋常ではない驚き方をしてダッシュで逃げたことがある。また、偽者の幽霊を見て失神したこともある。
- 泪が「泪流して歩こうよ」を歌って踊った際、凄まじい喜び方をして絶賛した（泪が歌う前から嬉しそうだった）。
- シャーロック・ホームズシリーズの作品「赤毛連盟」を知らないことで泪（と柴田）にバカにされ、お返しに「赤いシリーズ知ってる?」と聞き返し、知らなかった泪をバカにして泣かしたことがある。
- 何の脈絡もなく、唐突に高速で腰を動かす時がある。
- ナルシストであり、フェミニストである。
- 鏡を見ると、覗かずにはいられないらしい。
- 無罪で逮捕された泪の釈放を条件に（自分も無罪なのだが）罪を認めて自らが犠牲になろうとした。
- 捜査が行き詰って悩んでいる舞に（舞の好みを知らないため）自動販売機にある全ての種類のジュースを買ってきて慰めていた。
- 買ったばかりの靴が汚れるため、泥炭地を歩くことを躊躇していた零をおんぶしてあげていた。
- 他人の家の庭に咲いている薔薇を盗んだことがある（「薔薇が僕を呼んだんだ」と言い訳していた）。
- いつもサングラスを所持している。
- 思ったことはすぐに言葉にする性格らしい（その性格が災いして柴田と険悪な雰囲気になったこともある）。
- 村田、吉村という刑事と共にロス市警に派遣された。
- 女性とデートの際には、花束を持ちタキシードを着るらしい（その格好でラーメン屋にも入るらしい）。
- タンゴ界のトップダンサー、愛沢なゆたに恋したことがある。
- 零によると、ペッパーダイン大学を首席で卒業したらしい。
- ペッパーダイン大学在学中、大学内にあるローズガーデンにて女王蜂に刺されたことがあり、それがトラウマになっている。
- 普段の一人称は「僕」だが、興奮すると「俺」になる時がある。
- 普段は銭形姉妹のことを「銭形君」と呼ぶが、興奮すると「銭形!」と呼び捨てにする。
- 泪、雷それぞれとの初対面時に逮捕されかけたことがある。
- 一度だけ零に逮捕されたことがある（逮捕されたにもかかわらずなぜかはしゃいでいた）。
- 一度だけ雷にカミナリを落とされたことがある（雷が夢で高村に落としたカミナリが現実世界の高村に落ちた）。
- パリに転勤することになった際、零から手編みのマフラーをプレゼントされた（代わりにバーボンスピリットなるものを零に授けた）。また、スコットランドヤードへ出向になった際、海からイルカのストラップをもらっていた。
- ノロノロ運転が苦手らしく、スピードが遅い車に乗ると酔ってしまうらしい。
- 河童の好物はセロリだと思っている。
- イタコのことをずっとイクラだと思っていた。
- フグはレディと食べるのが主義らしい。
- かなりの高さの階段から転げ落ちても怪我ひとつせずに笑っていた。また、テーブルにつまずいただけで鼻血を流した。
- デジタルカメラの扱い方には疎いようである。
- 小倉出身で、田舎の友人と話す時は小倉弁を使う（海1stシリーズ12話）。
- 歌人である樋口一代のファンで、警察手帳にサインをもらっていた。
- 犯人に罪を着せられ自分が人を殺してしまったと思い込み、泣きながら両親に懺悔していた。その際、零に「（高村さん）かわいそうですね」と同情されていた。
- 舞と初対面の時、握手を求めたが、「急ぎましょっ」とスルーされた。
  - →関連項目『華麗なる刑事』

### 岡野 富夫
- 「噂の刑事トミーとマツ」（TBSテレビ）の「トミー」が元ネタだが、役名と臆病な性格以外はほぼオリジナルの設定。
- 読み：おかの とみお
- 役者：国広富之
- 生年月日：不明
- 血液型：不明
- インテリで気取り屋
- 階級：警部補（劇場版2で警部補→警部）
- 学歴：東京大学法学部卒業
- 趣味・特技：資格取得（ただし、国家資格は持っていない）
- モットー：アドリブ
- トレードマーク：ひげ
- 愛車：クライスラー「300C」
- 携帯電話：銭形雷1stシリーズ第1〜19話 P902i（FOMA・パナソニック モバイルコミュニケーションズ製）/第20〜26話 P901iTV （FOMA・パナソニック モバイルコミュニケーションズ製）
- 口癖、決め台詞：「（警察手帳に付けた大量の資格証のホルダーを見せながら）なんてったって、私は…（資格自慢）からね」「雷鳴轟く積乱雲、トミーの稲妻で痺れなさい（ただし1st第13話の予告のみで、劇中では使用していない）」
- 資格
  - 1stシリーズ第1話で気象予報士の資格を持っていると詐称した。
  - 本人曰く（実際には存在しないが）気象予報士4級の資格は持っている。
  - 『銭形海』2ndシリーズ第8話での五代の話によると、資格取得数は9998個になるという。
- ミーハーである。
- マニアックなことには詳しい。
- かなりの近眼のようで、メガネをしていないと（その時はサングラスをしていた）雷の顔の判断ができなかった。
- 占いは信じる方である。
- 自分勝手な推理や捜査をする傾向がある。
  - 五代、高村同様に時々わけのわからない推理をする。
  - 自分で推理するときには毎回雷の知恵を借りつつ、「私もそう思っていた」とそれを自分の意見にする。
  - 怪しい人物が犯人である確率をパーセンテージで表すことがある。その時雷は「天気予報じゃないんですから」と注意された。
- 臆病な性格である。
  - そのためからか地震、暗闇、幽霊といったものに敏感に怖がる。
  - 本人は「雷を守る」という発言をするが、怖いことがあると雷の後ろに隠れることが多い。
  - しかし凶器を持った犯人に素手で立ち向かうなど度胸があって腕っ節が強い面も見られる。
- 焼き芋は銭形姉妹（従姉妹）同様好きらしい。
- 五代や高村との血縁・姻戚関係はない。
- 強盗の被害者が雷にアダルティーな内容を話しかけたところ「（雷は）まだ高校生ですから」や「（静かにしないと）この腕、折っちゃいますよ」と笑顔ながら、完全にキレていた。
- 運動神経は特に無いが、本人はフットサン（屋外で1チーム3人で行うフットサルに似た架空のスポーツ）にハマっている。
- 本人曰く、日本には"岡野さんファン"がたくさんいるらしい。またそのファンの期待に答えるためにどうしてもヒゲを剃るわけにはいかないらしい（が雷1stの24話で誤ってヒゲを剃ってしまいそれ以降は付けヒゲになった）。
- 警部になったことがあるため、相棒五人（五代・高村・岡野・松山・あさみつひこ）の中では一番階級が上である。
- 自分の階級に満足していないのか毎回自己紹介する時に「警部」と言うが、その後には雷から「警部補でしょ?」とつっこまれたり「警部」と言う前に雷に「岡野警部、補」と思いっきり強調されたりする。
- かつて勤務していたひょっこりひょう多もん島で事件を解決した後、同島警察署の署長補に昇進し、現在はそのままひょっこりひょう多もん島にいる。
- 自分を"中の上"の刑事と言われ、相当頭にきていた。
- 本当は警部になりたいが、昔の相棒・マツのミスで昇進はあきらめている（劇場版2で功績をたたえられて警部に昇進した）。理由は不明だが劇場版3では再び警部補になっている。
- 雷が、年下なのに上司なため、「早く成人式を迎えて下さいよ〜」とお願いしていた。
- 松山のことは「先輩」と呼ぶ。
- 劇場版3では雷の要請で松山と共に海たちの援護に駆けつけた。
  - →関連項目『噂の刑事トミーとマツ』

### 松山 進
- 「噂の刑事トミーとマツ」の「マツ」がモチーフ。
- 読み：まつやま すすむ
- 役者：松崎しげる
- 生年月日：不明
- 血液型：不明
- 階級：巡査（劇場版2では巡査長だったが、海3rdからは巡査に降格）
- 携帯電話：銭形海3rdシリーズ N905iμ（FOMA・NEC製）
- 趣味：日焼け
- やや粗暴な性格である。
- 歌がうまく、第1話では参拝中に『愛のメモリー』を独唱した。
- 岡野富夫の元相棒であり、『噂の刑事トミーとマツ』の他に別のドラマでも岡野富夫役の国広富之とは会っているが「どっかでみた奴だな」と言うだけだった。
- 『ケータイ刑事 銭形海』3rdシリーズ最終回でパプアニューギニア署に異動となったが、『ケータイ刑事 銭形命』第1話で復帰している。柴田束志曰く「現地人より色が黒くなったため、追い出された」とのこと。その後、『ケータイ刑事 銭形命』最終話でアラスカ署に異動となった。
  - →関連項目『噂の刑事トミーとマツ』

### あさみつひこ
- 「浅見光彦シリーズ」（内田康夫原作）のうち、TBS版が元ネタである。なお浅見光彦は刑事ではなく探偵風情のルポライター（事件ジャーナリスト）である（なお、岡野富夫役の国広富之もかつて別の作品で「浅見光彦」役を演じている。）。
- 読み：あさみつひこ（姓と名の境目は明らかにしておらず、呼ぶ人の自由に任せている[5]）
- 役者：辰巳琢郎
- 生年月日：不明
- 血液型：不明
- 階級：警部補
- 学歴：小京都大学附属高校出身
- 趣味：ワインの開栓（飲むのは苦手。一度ワインを口に含んでしまった際は、卒倒してしまった）
- 出身：東北地方
- ややスノッブなところがある。
- 「日本語はひらがなで書いてこそ美しい」がモットー。名前をひらがなで書くなど、そもそも漢字を使うことを嫌っている。メールの文面やホワイトボードの文字、さらには警察手帳に至るまで全てひらがなを用いている。
- 恋愛に関しては、五代と同様、恋に落ちてもほとんどはふられている。
- 第六話では、感電死した被害者の死因を雷が落ちて死んだと想像していた（結は、「おねえちゃまじゃあるまいし…」とツッコんでいた。）。
- 作中にそっくりさんが二人登場した（クイズ王「辰巳琢郎」本人、久院有香の夫）。
- 最終話でアイスランドに異動となった。
  - →関連項目『浅見光彦』「浅見光彦シリーズ」

## 柴田一族

### 柴田 太郎
- 読み：しばた たろう
- 役者：金剛地武志
- 昭和42年5月5日生、おうし座
- 血液型：A
- IQ：100
- 役職：鑑識課員（階級不明、技術吏員採用?）
- 趣味：解毒、推理小説を書くこと、クイズ王、色々なマニア
- 特技：寿司屋でイキのいいネタを当てられる、ギター
- モットー：好きこそものの上手なれ
- 携帯電話：銭形舞・泪1stシリーズ P2102V（FOMA・パナソニック モバイルコミュニケーションズ製）/銭形泪2ndシリーズ F900i（FOMA・富士通製）/銭形零 P900iV（FOMA・パナソニック モバイルコミュニケーションズ製）
- 口癖・決め台詞：「死体は真実を語る」「一致!犯人の指紋と完全一致!」「出たよ!」
- もろこし村出身
- 「柴田」の姓は戦国武将の柴田勝家が元ネタ。命名したのは、柴田が初登場した回の脚本家である林誠人。命名理由は、林がゲーム「信長の野望」のファンだったこと。林は当初はフルネームもそのまま「柴田勝家」にする予定だったが、その前に「太郎」とプロデューサーの丹羽多聞アンドリウが命名してしまった。
- 銭形姉妹に好意を持っていて（零の場合は見守るというふうだが）、舞の最終回では「し」から始まる人が殺されると知り、自分が殺されると動揺した勢いで舞にプロポーズをしている（即座にフラれた）。
- 泪によると故郷の名産品であるトウモロコシを、季節になると愛や舞に送っているらしい。
- あらゆることに博識である。
- 小学生のころ「縦笛の貴公子」と呼ばれていた。
- 友達はいないらしい。
- 柴田家に先祖代々伝わる虫めがねを従兄弟の柴 多太郎に貸した瞬間に壊された。
- 「柴田太郎の鑑識メモ」で「鑑識刑事のテーマ」を歌ったことがある。また、同曲を着メロに使っている。
- 泪と同じくシャーロキアンである。
- 一度だけ犯人グループに加担し、泪に逮捕されたことがある。
- マニアックな芸能人、文化人の“追っかけ1号”になっていて、そのイベントには必ず参加している。
- ハンパじゃなく胸のデカイ女が好きらしい。
- 愛最終話で捜査一課に配属されるが、事件解決後、解剖しないとアレルギーが出る特異体質を発症したため、次シリーズである舞の1話では再び鑑識課員になっている。
- 五代、高村を差し置いて、銭形姉妹の正パートナーの座を虎視眈々と狙っている（上記の通り、『ケータイ刑事 銭形愛』最終話で捜査一課に配属された際には愛の、『ケータイ刑事 銭形泪』アナザーストーリーでは泪のパートナーをそれぞれ務めている、また、『MOVIE1』では、泪のパートナーとなるかに見せかけて実は違うというオチがある）。
- 愛、舞、泪、零、THE MOVIEにレギュラー出演している。また、雷における「柴田束志の鑑識メモ」や、海の文化祭における「大喜利」コーナーにも柴田太郎としてゲスト出演している。
- 利き腕は左であるが、ゴルフは右打ちである。
- テレビ朝日系列金曜ナイトドラマ『キミ犯人じゃないよね?』にも同一人物として出演。なお、現在は富士見署勤務であり柴田一号、柴田二号という名の二人の部下がいる。
- 『キミ犯人じゃないよね?』公式HPのコラムページでは、柴田二朗や柴田束志、"ケータイ電話を操る女子高生刑事"についても語っている。
  - →関連項目『キミ犯人じゃないよね?』
  - →外部リンク『キミはぁーん☆コラム - ウェイバックマシン（2008年4月20日アーカイブ分）』
- 2008年5月14日にBS-iで生放送された、「BS-iナイター 東京少女」にも出演。その際、主演の水沢エレナに一目惚れし、「やべぇ、もってかれた」という、『キミ犯人じゃないよね?』の劇中で使用されている台詞を使用した。
- 劇場版3で再登場。束志・池輝と共に、「トリオ・ザ・柴田」を結成した。

### 柴田 束志
- 読み：しばた たばし
- 役者：大堀こういち
- 36歳
- 趣味：コスプレ
- 特技：逆立ち
- 携帯電話：銭形雷 D902i（FOMA・三菱電機製）/銭形海1st・2ndシリーズ N904i（FOMA・NEC製）/銭形海3rdシリーズ P905i（FOMA・パナソニック モバイルコミュニケーションズ製）/銭形命 P-01A（docomo PRIME series・パナソニック モバイルコミュニケーションズ製）
- 決め台詞、モットー：「逆もまた真なり。」
- 登場する際はほぼ必ず逆立ちの状態から体を回転させて顔を出す（実際には下半身のはりぼてを使っている）。
- 柴田太郎との関係は不明（設定されていない。）。
- 何でもとりあえず反対にしたがる。
- 南インドのタンジャブール市警から警視庁に異動して来た。
- 『ケータイ刑事 銭形雷』からの出演。
- 四姉妹シリーズの鑑識担当である柴田太郎は主人公・相棒刑事と3人で現場捜査することが多いのに対し、彼は普段は別行動を取って現場の2人に情報提供したり必要な時だけ合流することが多い。
- 敬語を使用するが、銭形姉妹のことは「ちゃん」付けで呼んでいる（当初は雷のことを「警視正」と呼んでいた）。
- カナヅチである。そのため海で胸くらいの水位でも溺れてしまい死に掛けたことがある。その時、雷と高村、その他大勢は「水遊びをしている」とわらっていた（雷2nd6話）。
- 捜査中に岡野が犯人に眠らされたため、一度だけ岡野に代わって犯人に手錠をかけたことがある。
- 五代からお気に入りの回文を教えられ興奮していた。
- 宮城県岩沼市出身らしい（海1stシリーズ12話）。
- 高村がスコットランドヤードに出向の際、海からイルカのストラップをプレゼントされたことが羨ましかったらしく、後に自分で購入していた。

### 柴田 池輝
- 読み：しばた いけてる
- 役者：森本亮治
- 役職：鑑識課員（階級不明）
- 『銭形結』にて登場した束志の部下。ただし束志に比べて出番が非常に少なく（『劇場版3』にてその理由が判明。また、登場しない時は有給休暇を取っていることが多いことも明かされた。）、シリーズ中では3話しか登場機会が無い。
- 長髪でイケメン気取りであり、束志とは張り合っている。
- コーヒーを淹れるのが得意。

### 柴田 二郎
- 読み：しばた じろう
- 役者：佐藤二朗
- 役職：鑑識課員（階級不明）
- やはり白くて長いマフラーをしている。
- 柴田太郎の弟であるが、顔は似ていない。
- 話し方が特徴的である。
- 太郎のことを『太郎』と呼び、その時太郎は「『お兄様』と呼べ!」と怒ったが、二郎はそれを無視した。

### 柴 多太郎
- 読み：しば たたろう
- 役者：金剛地武志
- 生年月日：不明（放送時、38歳の設定）
- 血液型：A
- 役職：文部科学省宇宙開発事業担当係長補佐
- 柴田の従兄弟であり、太郎に非常によく似ているが、声は太郎より若干高めである。
- 先祖代々伝わる大切な虫めがねを一日に2つ（1つは柴家もう一つは柴田家）落して壊した。
- 鑑識の英才教育を受けており、鑑識の能力も併せ持つ。

### 金剛地 武志
- 読み：こんごうち たけし
- 役者：金剛地武志
- 実在の俳優・ミュージシャンであるが、柴田一族の人間との噂がある。実際、鑑識の技術も持っており、泪や高村は「柴田が偽名を使っているのでは?」と疑っていた。
- 『ケータイ刑事 銭形雷』1stシリーズ第12・13話および『ケータイ刑事 銭形海』1stシリーズ第8・9話にも金剛地武志（こちらは同名の役ではなく本人役である。）として出演している。
- 本人曰く、金剛地武志は「BS-iを背負って立つ男」らしい。

## 警察関係者
- 野崎 太郎（のざき たろう）：下川辰平
  - 昭和18年5月16日生、おうし座
  - 血液型：O
  - 階級：巡査部長
  - 五代の師。あだ名は長さん。
  - 『銭形愛』第1話にのみ登場。五代が警視庁捜査一課に拝命された際、栄転祝いとしてスニーカーをプレゼントした。
  - その後の作中でも、五代の話の中で存在が語られることはある。
    - →関連項目『太陽にほえろ!』
- 佐藤 公安（さとう きみやす）：佐藤二朗
  - 役職：公安部
  - 階級：警部補
  - 銭形家に忠誠を誓う白いスカーフ（潔白、銭形家への忠誠などの複数の意味がある。）の男。『銭形舞』からしばしば登場し、『銭形泪』1stシリーズの最終話で正体が明かされた。
  - 目撃者子、白鳥財閥の顧問弁護士、謎のクイズ挑戦者など、様々な形で登場。
  - 競技かるたは、半年間猛特訓した泪に勝つほど強い。
  - 『ケータイ刑事 銭形泪』2ndシリーズ第14話からオープニングにも登場している（が、準レギュラーであるため本編に出演しない回もある）。
- 小林 麻耶（こばやし まや）：小林麻耶
  - 役職：アナウンス部
  - 階級：巡査
  - 警視庁アナウンス部所属。普段はケータイの入電ボイスとして声のみの出演。
- 難波 一弘（なんば かずひろ）：宍戸錠
  - 役職：警視庁副総監
  - 階級：警視監
  - 劇場版3部作にのみ登場。警視総監が不在の際に、銭形姉妹に指令を与える。
  - 正義感の強い人物だが、意外にお茶目な一面もある。
    - →関連項目難波一弘（演出家）
- 荒畑 任五郎（あらはた にんごろう）：矢島健一
  - 血液型：A
  - 元警視庁参事官だが、実は秘密結社「海王星団」の首謀者。
  - 『ケータイ刑事 銭形泪』1stシリーズ、2ndシリーズの最終回（および第13話）に登場。
  - ケータイ刑事シリーズ通して2度逮捕（捕獲）されたのは唯一彼のみである。
    - →関連項目『古畑任三郎』
    - →関連項目『探偵学園Q』
- 鎌倉 熊成（かまくら くまなり）：山下真司
  - 役職：警視庁刑事部?（所属課不明）
  - 階級：警部
  - 五代のそっくりさん
  - 本作品では警視庁の警部の設定であるが、ドラマ『富豪刑事』の中では神奈川県警焼畑警察署捜査課の警部である。
    - →関連項目『富豪刑事』

## その他の登場人物
- 遠州 理津（えんしゅう りつ）：佐藤二朗
  - 『ケータイ刑事 銭形零』の事実上のレギュラー。
  - パイ屋「エンシュウリツ」を営んでいる。また、脚本家、里氏朗（さと うじろう）としてなどいろいろな副業もしている。
  - 神出鬼没である。
  - パイ以外に小籠包も売っている。
  - まれに口汚い言葉を吐くことがある。
  - 零には「遠州さん」と呼ばれている。
  - 初登場時は車に店舗を構えてそれなりの販売営業をしていたが、次第に仕事にいい加減になり、首から紐で箱をぶら下げて売り歩いたり、販売商品に手をつけたりするようになった。
- 多摩川 ドイル（たまがわ ドイル）：村上雄太（愛）→十川史也（舞・零）→鯨井未呼斗（雷）
  - 10歳（ただし歳をとらない設定）
  - IQ：180
  - 役職：検事正
  - 法務大臣、多摩川 五男（たまがわ ごなん）の孫。
  - 歳はとらないが、登場の度に顔が大きく変わる（歳をとらないという設定のため、一人の演者が何年も演じ続けることが不可能で、演者が途中で変わるため）。
  - 愛、雷に好意を抱いている（2人の相棒（五代と岡野）は「お似合いじゃない~」とドイルの恋を応援（？）している。）。
  - 五代を役立たずとしていたが、結局は舞のパートナーとして認めた。
  - 暗算が得意で、口を開けて上を見ながら暗算する。
  - お互いに暗算が得意ということからか、零には敵対心を燃やし「銭形家のみそっかす」と言ってバカにしていた。
  - 劇団ひまわりに所属している（一度検事の身分証を出した際、間違えて出した）。
  - 自分の命を救ってもらったことがきっかけで、五代を気に入っているようである（2度「潤」と名前で呼んでいる）。
  - 暗闇が苦手である。
    - →関連項目『名探偵コナン』江戸川コナン
    - →関連項目アーサー・コナン・ドイル
- 怪人十面相（かいじんじゅうめんそう）：久松信美
  - 怪盗。銭形姉妹、銀田一、ボームズと対決する。
  - 挑戦状であるビデオテープは、鰻屋の出前に扮して警視庁まで届ける。なお、『銭形雷』2回目の登場ではビデオからDVDになっている。
  - “女性には変装しない”というプライドがあるにもかかわらず女性に変装したことがある。
  - ダミーの腕に手錠をかけさせ、相手が油断した際に脱出していたが、雷に手錠を足にかけられ逮捕された。
  - 正体がバレると、数分かけて律儀に怪人の衣装に着替える（銀田一によれば、着替え中は逮捕などせずに待つのが礼儀）。
  - 泪、零、雷に変装を見破られる度に、十面相→八面相→六面相→5面相→3面相になっている（5面相からはなぜか算用数字になった)。その数字自体は変装する回数を表している。
    - →関連項目怪人二十面相
- 銀田一 ゴースケ（ぎんだいち ゴースケ）：佐藤二朗
  - 探偵。怪人十面相と対決する。
  - 頭皮がずれるほど毛髪をかくクセがある。また、頭皮から毛髪を丸々はがす能力を持っている。
  - 髪の毛が非常に臭いらしい。
  - 常に帽子を揉みしだいている。
  - 高村との初対面時に「どこかで会ったような・・・?」と言われ、なぜかビックリして動揺していた。
  - 一度だけ、銭形家の専売特許である「謎は解けたよ、ワトソン君」というセリフを言ったことがある。
    - →関連項目金田一耕助
- 銀田一 ゴースケ2世（ぎんだいち ゴースケにせい）：緋田康人
- ジャーロック・ボームズ：金剛地武志
  - 探偵。片言の日本語を使いながら、怪人十面相と対決する。
  - ギターを弾くことができる。
  - 決め台詞：「謎ハ解ケタヨ、ワトソン君」
    - →関連項目シャーロック・ホームズ
- ジャーロック・ボームズ2世（にせい）：大堀こういち
- 閣下（かっか）：水野晴郎
  - 『ケータイ刑事 銭形泪』アナザーシリーズ（シベリア超特急刑事）に出演。登場シーンは全てバンク映像。
  - 空飛ぶ機関車に乗ってやってくる謎の人物。
  - 大本営発表という、事件を解くヒントをくれる。
  - 決めゼリフは「再見（ツァイチェン。中国語で“さようなら”の意）」
    - →関連項目『シベリア超特急』
- 佐藤 二朗（さとう じろう）：佐藤二朗
  - 『ケータイ刑事 銭形泪』アナザーシリーズ（シベリア超特急刑事）に出演。
  - 水野晴郎と組んで、泪と柴田を騙すためにクリーニング屋などに扮した。
- ロジータ：ルビー・モレノ
  - 五代の恋人とされるフィリピン人。フィリピンパブ「ロハス」に勤務。『ケータイ刑事 銭形零』の最終回までは名前が登場するのみだったが、最終回で初めて姿を現した。
  - ちなみに『ケータイ刑事 銭形舞』での五代の想い人はアニータ。こちらは最後まで名前のみの登場だった。

## ゲスト
役名は、スタッフや実在の人物、有名な架空の人物をもじったものが多い。

### 複数回出演
男性
- 佐藤二朗（準レギュラー）
- 金剛地武志（ゲストとして 雷1st・第12・13話、海1st・第8・9・10・11話、海2nd第11・12話、海3rd第10・11・12話、命・第12話）
- 林和義（愛・第18話、舞・第4話、零1st・第4話、零2nd・第8・9・10話、雷1st・第9・10・16話、雷2nd・第7・11話、海2nd・第8話、命・第9話、劇場版1、舞台1・2、文化祭）
- 山中聡（愛・第11話、泪1st・第2話、泪2nd・第17話、零2nd・第9・10話、雷1st・第25・26話、命・第7話、劇場版1）
- 半海一晃（舞・第4話、泪2nd・第24話、零2nd・第9・10話、雷1st・第9・10話、雷2nd・第9話、海3rd・第2話、劇場版1）
- 水野晴郎（舞・第5話、泪2nd・第23・24・25・26話、劇場版1・2）
- 諏訪太朗（愛・第7話、泪1st・第8話、泪2nd・第14・15話、雷1st・第11話、海3rd・第9話、命・第12話、結・第1話、劇場版1、舞台1）
- 森下能幸（愛・第7話、結・第6話）

- 花井京乃助（愛・第1話、泪1st・第8話、零2nd・第5話）
- 児玉頼信（愛・第8話、泪2nd・第5話、雷1st・第25話）
- 斉藤暁（愛・第9話、泪2nd・第18話、雷1st・第3話）
- 乃木涼介（愛・第10話、泪1st・第11話）
- 谷津勲（愛・第11話、雷2nd・第4話）
- 遠山俊也（愛・第13話、舞・第7話、雷1st・第12・13話、海2nd・第4話、命・第5話、舞台1・2）
- 木村靖司（愛・第16話、泪2nd・第1話）
- 小林正寛（愛・第18話、雷1st・第5話、海2nd・第8話）
- 大浦龍宇一（愛・第20話、命・第3話）
- 曽根英樹（愛・第21話、泪2nd・第16話、雷1st・第15話）
- 谷川昭一朗（愛・第25話、雷2nd・第4話、海1st・第6話）
- パパイヤ鈴木（舞・第1話、舞台1、文化祭、結・第3話）
- 坂田聡（舞・第5話、海1st・第12話）
- 酒井敏也（舞・第10話、雷1st・第16話）
- 村松利史（舞・第11話、雷1st・第24話）
- 田中要次（舞・第13話、雷1st・第25・26話、劇場版1）
- 緋田康人（泪1st・第3話、雷1st・第24話、劇場版1）
- 脇知弘（泪1st・第12話、雷1st・第6話）
- 矢島健一（泪1st・第13話、泪2nd・第13話、泪2nd・第22話）

- 森田ガンツ（泪2nd・第1話、雷1st・第21話、海2nd・第7話）
- 並樹史朗（泪2nd・第3話、雷1st・第4話、劇場版1）
- 松澤仁晶（泪2nd・第9話、雷1st・第4話）
- 加藤賢崇（泪2nd・第14・15話、零2nd・第13話）
- 石山博士（泪2nd・第14・15話、海2nd・第10話）
- 木下ほうか（泪2nd・第16話、雷1st・第9・10話）
- 木原浩勝（泪2nd・第17話、雷1st・第2話）
- 岡本信人（零1st・第9話、海1st・第6話）
- 宍戸錠（劇場版1・2）
- 合田雅吏（海1st・第2話、劇場版1）
- 市川しんぺー（雷1st・第3話、雷2nd・第5話）
- 森田正光（雷1st・第12・13話、舞台1）
- 顔田顔彦（雷1st・第15話、海2nd・第6話）
- 酒井健太郎（雷1st・第17話、海3rd・第1話）
- 重松隆志（海2nd・第13話、舞台1）
- 深来勝（海3rd・第3話、命・第6話）
- 牧原猛（海3rd・第7話、舞台2）
- シン・ドンウク（海3rd・第8話、文化祭）

女性
- 宝積有香（準レギュラー）
- 滝本ゆに（泪1st・第7話、泪2nd・第2話、零1st・第6話、零2nd・第13話、雷1st・第4・16・19話、海1st・第5話、海3rd・第5話、劇場版1）

- 矢部美穂（愛・第1話、雷2nd・第8話、劇場版1）
- 尾野真千子（愛・第4話、舞・第7話）
- 有坂来瞳（愛・第13話、海2nd・第1話）
- 中島ひろ子（愛・第14話、泪1st・第12話）
- 前原絵理（愛・第25話、舞・第12話）
- 原久美子（愛・第26話、海1st・第3話）
- 藤田瞳子（舞・第2話、海2nd・第3話）
- 浅野麻衣子（舞・第5話、海1st・第5話）
- 石野真子（泪1st・第7話、雷2nd・第3話）
- 大西結花（泪2nd・第12話、雷2nd・第10話）
- 三輪ひとみ（泪2nd・第22話、海2nd・第4話）

- 喜多嶋舞（泪2nd・第23話、雷1st・第14話）
- 中島陽子（零1st・第10話、海2nd・第8話）
- 粟田麗（零1st・第11話、雷1st・第23話）
- 中原翔子（零2nd・第5話、雷1st・第20話、海1st・第5話）
- 橘実里（零2nd・第11話、雷1st・第12・13話）
- 田中有紀美（雷1st・第5話、雷2nd・第2話、海3rd・第4話）
- 花原照子（雷1st・第25・26話、劇場版2）
- 廣瀬麻衣（海1st・第6話、海3rd・第2話）
- 新谷真弓（海2nd・第4話、命・第4話）
- 星野真里（海2nd・第9話、命・第9話、劇場版2）
- 石川梨華   (結・第1話、第7話、第8話、第9話、舞台)

### 1回出演
銭形愛
- 伊藤淳史
- 濱田マリ
- 有森也実
- 柴田かよこ
- 坂上香織

- 若松俊秀
- 岡本麗
- 大沢樹生
- 山崎一
- 嶋大輔

- 須藤公一
- 井上晴美
- 渡辺哲
- 松澤一之
- 長谷川真弓

- 伊佐山ひろ子
- 小橋めぐみ
- 川越美和
- 新井康弘
- 柳沢慎吾

- 中丸新将
- 西川忠志
- 村上雄太
- 真家瑠美子
- 大森暁美

- 宮川由起子
- 片岡聖子
- 森下能幸
- 眞島秀和
- 岩橋道子

- 森富士夫
- 六車勇輝
- 小野進也
- 本多晋
- 鈴木省吾

- 清水一哉

銭形舞
- 寺田農
- 内田春菊
- 堀江慶
- 織本順吉
- 三船美佳

- 伊藤高史
- ミスターちん
- 畠山明子
- 伊藤洋三郎
- 大河内浩

銭形泪
- 銀粉蝶
- 網浜直子
- 坂井真紀
- 永堀剛敏
- ト字たかお

- 松金よね子
- 森川正太
- 西山繭子
- モロ師岡
- 岡田秀樹

- 日向崇
- 末吉宏司
- ひふみかおり
- つまみ枝豆
- 入江雅人

- 徳井優
- 森奈みはる
- 飯田基祐
- 川俣しのぶ
- 池津祥子

- 村上航
- 橋沢進一
- 神戸浩
- 滝裕次郎
- 内野謙太

- 永嶋美佐子
- 井上佳子
- 藤木孝
- 上村依子
- 加藤四朗

- 鬼頭真也
- 五王四郎
- 西田和昭
- 氏家恵

銭形零
- 小野寺昭
- 久本朋子
- 岩崎ひろみ
- 岡元夕紀子
- 大塚明夫

- 岡村明美
- 白木みのる
- 益子梨恵
- 市川勇
- 加納竜

- ルビー・モレノ
- 吉満涼太
- 辻修
- 武智健二
- 関根大学

- しのへけい子
- 長曽我部蓉子
- 中村靖日

銭形雷
- 小宮孝泰
- 山崎銀之丞
- 高橋一生
- 近江谷太朗
- 村井美樹

- 宮本大誠
- 波岡一喜
- 海宝たまき
- 汐風幸
- 吉田紗也加

- 沖佳苗
- 取池奈々
- 佐藤幹雄
- 鈴木美生
- 土田アシモ

- 藤井貴規
- 秋山エリサ
- 和泉ちぬ
- 真織由季
- 原田裕子

- 辻本晃良
- カゴシマジロー
- 吉行由実

銭形海
- 岡あゆみ
- 宇佐美なな
- 三村恭代
- 崎山凛
- 原史奈

- 黒田福美
- 中丸シオン
- 三波伸一
- 神楽坂恵
- 三上市朗

- 富川一人
- 細田よしひこ
- 峰岸徹
- 八十田勇一
- デビット伊東

- 田中実
- 古屋暢一
- 斎藤洋介
- 木之元亮
- 深沢敦

- 中川謙二
- 川畑麻衣
- 相澤一成
- 今林久弥
- うすいたかやす

- 皆川猿時
- 宮下ともみ
- 髙橋洋
- 斉藤悠

- 天蝶二

銭形命
- 有末麻祐子
- 澤田育子
- 井上浩
- 新田恵利
- 青柳尊哉

- 加藤忠可
- 八木小緒里
- 飯尾和樹
- 中江有里
- 江本純子

- 真矢
- 田中優夏
- みのすけ
- 森下千里

ルーズソックス刑事
- 柴咲コウ・黒坂真美・泉ピン子